# 广州公交704路
广州公交704路和广州公交夜129路是由广州花都恒通客运发展有限公司运营的两条公交路线，后者为前者的夜班公交形式。

## 704路
704路于2008年5月16日开通，为当时花都区四条调整为公交化运营的客运班线中的一条，开通当时的走向为花都两龙总站——机场路总站，发班密度为10分钟/班，途经106国道、鹤龙路、江人路、广花一级公路和机场路，贯穿花都区的花山镇，以及白云区人和镇和江高镇，大大方便了花都区居民前往中心城区。
2019年1月26日起，704路南端进行调整，撤销停靠机场路总站、白云区政务中心站、机场路岗贝路口站、新市墟站、联和站、夏茅客运站、平沙站和石马南站，增加停靠桃红西街站和石马总站；目前704路从花都两龙总站出发，经花山大道和京广公路后，绕经人和镇内道路，之后经方华公路和广花公路，抵达石马总站，返程路线大致相同。

## 夜129路
704路的夜班公交形式——夜129路于2021年7月1日开通，作为沟通花都区与白云区，以及衔接地铁3号线的夜间公交线路，走向与704路保持一致，服务时间与3号线的末班车时间相匹配，满足沿线多个村落、学校和工业园区的群众夜间出行需要。